# Piptadenia irwinii
Piptadenia irwinii là một loài thực vật có hoa trong họ Đậu. Loài này được G.P.Lewis miêu tả khoa học đầu tiên.